# ǃKung

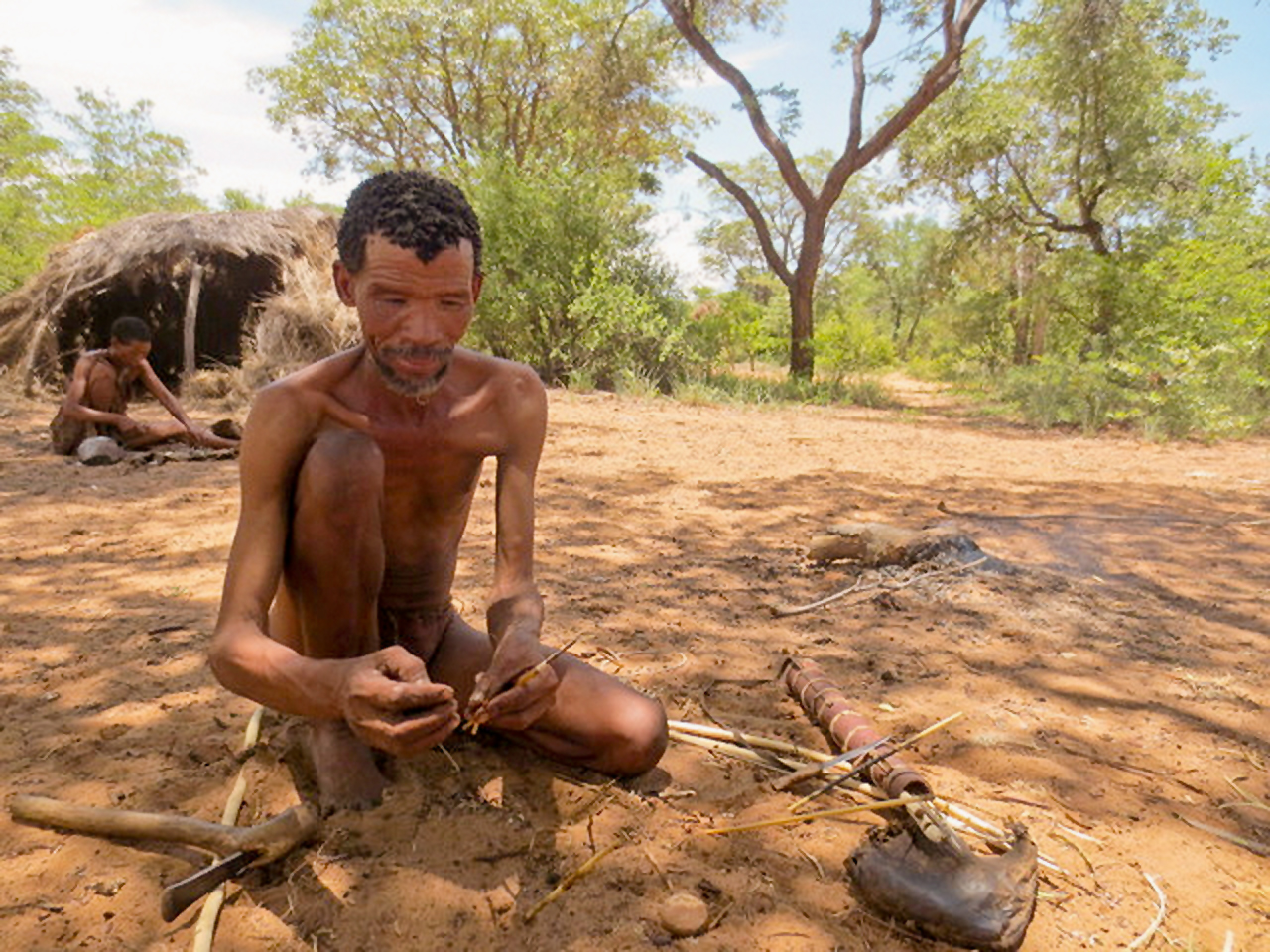
ǃKung beim Bau eines Pfeils im „Lebendigen Museum derJuǀ’hoansi“ in Namibia

Die ǃKungKlicklaut sind die nordwestliche Gruppe der indigenen San-Völker (früher „Buschleute“) im südlichen Afrika. Sie leben vor allem im nördlichen Kalahari-Becken Namibias. Einzelne Lokalgruppen sind auch in Botswana und Angola beheimatet. Die Bezeichnung ǃKung ist die Eigenbezeichnung einer Untergruppe, die von Außenstehenden jedoch häufig als Oberbegriff genutzt wird. In der Literatur wird zudem die Bezeichnung der Untergruppe Juǀ’hoansi bisweilen auf alle ǃKung angewendet.
Die Ethnie und ihre gleichnamige Sprache (welche zu den Kxʼa-Khoisansprachen gehört) werden in drei Dialektgruppen unterteilt, die nach zentralen Orten benannt werden:
- ǃKung-Ekoka (Eigenbezeichnungen: ǃKung, ǃKu~, ǃXu~, ǃHu~, Qxu, Qxû, ǃXun, ǃKhung); 2014 etwa 9.100 Personen
- ǃKung-Gobabis (Eigenbezeichnungen: ǁAuǁEi, ǁX’auǁ’E, ǂKx’auǁ’Ei, Auen, Kaukau, Koko); 2014 etwa 7.700 Personen
- ǃKung-Tsumkwe (Eigenbezeichnungen: Juǀ’hoansi,Juǀ’hoan, Ju’oasi, Xû, ǃXun, Kung, ǃXo, Zhu’oasi, Dzu’oasi, Tshumkwe, Dobe Kung, Xaixai); 2014 etwa 45.200 Personen

ǃKung, selten auch ǃXun, historisch wohl auch Akung, bezeichnet „Menschen“. Es besteht traditionell eine absolute Gleichberechtigung der Geschlechter. Sie sind in Horden organisiert und lebten bis in die 1970er Jahre als Jäger und Sammler.

## Namibia

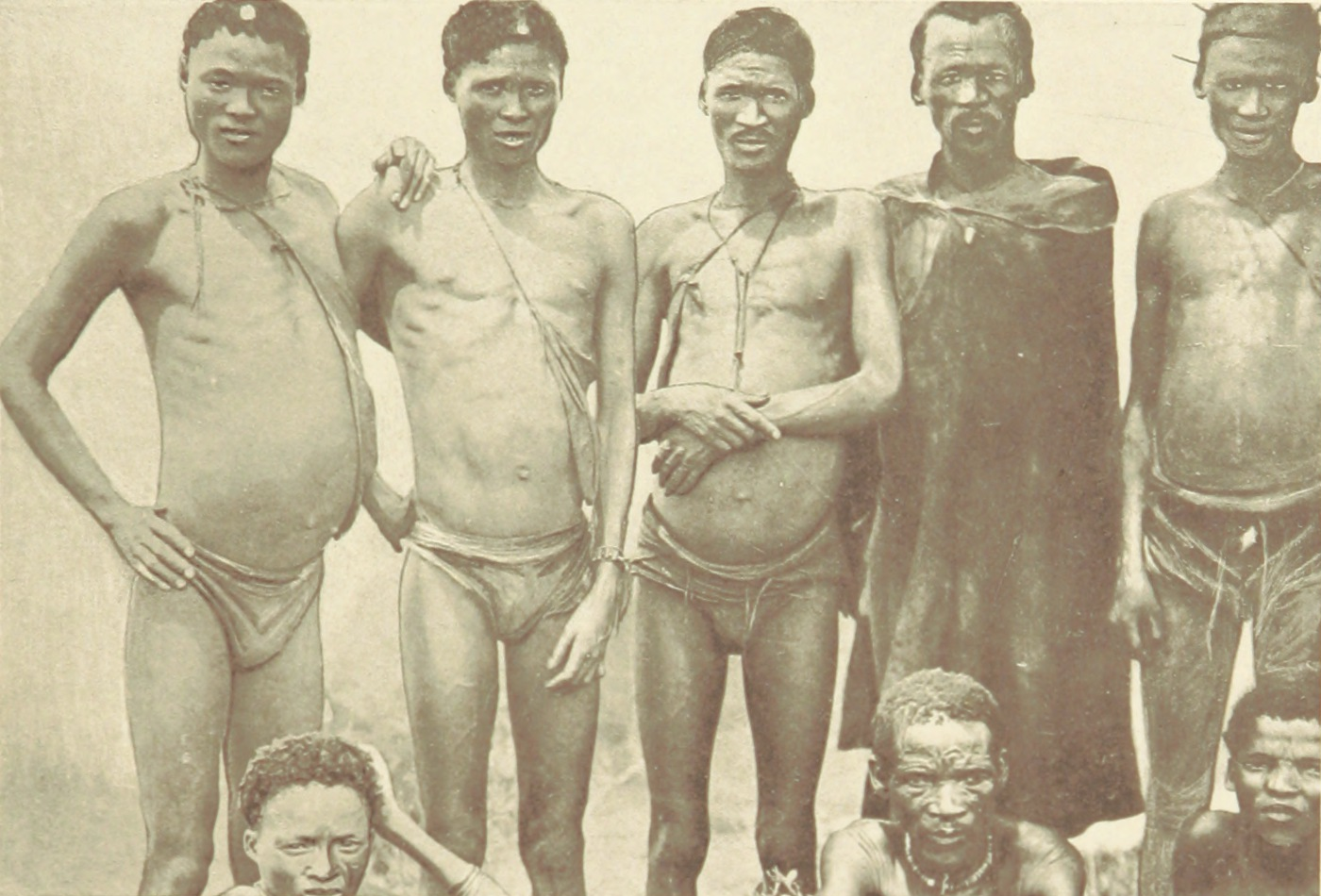
ǃKung (1896)

Heimat der ǃKung in Namibia, die hier vor allem als Juǀ’hoansi oder Zuǀ’oãsi  bekannt sind, ist vor allem das Gebiet Nǂa-Jaqna (Ziziphus mucronata) um das Omatako-Tal in der Region Otjozondjupa. Ihr Gebiet umfasst etwa 9120 Quadratkilometer und knapp 3900 Einwohner. Sie sind durch die Traditionellen Verwaltung der ǃKhung staatlich anerkannt. Ihr steht der ǁ’Aiha, oder auch ǂGaoxa vor. Seit 2015 hat Glony Arnold das Amt inne.
Die Juǀ’hoansi sprechen Juǀ’hoan.
Die San-Völker gelten als ärmste Volksgruppe der Welt. Aus diesem Grund werden sie in Namibia durch ein beim Premierminister aufgehängtes Förderprogramm unterstützt.
Vor allem durch die Filmreihe Die Götter müssen verrückt sein rund um den ǃKung Nǃxau wurde das Volk international bekannt.

## Religion
Die ǃKung glauben an einen einzigen Gott mit dem Namen Khu oder auch Huwa. Er gilt als Schöpfer und Erhalter allen Lebens. Er gilt als allwissend und auch Richter, der die Menschen unter anderem durch z. B. schlechtes Wetter bestraft. Hierzu kommen der Glauben des Animismus (Allbeseeltheit) und Animatismus.
Der Glaube der ǃKung ist eng mit den Geistern der Toten und Ahnen verankert, die unsterblich im Himmel leben. Dieser llgauwasi, vor dem Respekt und Angst herrscht, kann vom Himmel auf die Erde kommen und mit den Menschen kommunizieren.
Die ǃKung praktizieren Schamanismus, um mit dem Geistwesen zu kommunizieren.
Die Geistheilung (nǀum) spielt eine dominierende Rolle in der Kultur der ǃKung. Jedem ǃKung steht es offen, durch Training ein Heiler zu werden. Etwa der Hälfte der Männer und einem Drittel der Frauen wird nachgesagt, heilen zu können.